# LINC01279
LINC01279‏ (None) هوَ بروتين يُشَفر بواسطة جين LINC01279 في الإنسان.